# Julia gör skandal
Julia gör skandal är en amerikansk film från 1948 i regi av Jack Conway. Det är en filmatisering av Margery Sharps bok The Nutmeg Tree och var Jack Conways sista film som regissör.

## Rollista
- Greer Garson - Julia Packett
- Walter Pidgeon - William Sylvester Packett
- Peter Lawford - Ritchie Lorgan
- Elizabeth Taylor - Susan Packett
- Cesar Romero - Fred Ghenoccio
- Lucile Watson - Mrs. Packett
- Nigel Bruce - Willowbrook
- Mary Boland - Ma Ghenoccio
- Reginald Owen - Benny Hawkins
- Henry Stephenson - Lord Pennystone
- Aubrey Mather - kyrkoherden
- Ian Wolfe - Hobson
- Fritz Feld - Pepito
- Veda Ann Borg - Louise